# Адміністративний округ Лейпциг
Адміністративний округ Лейпциг — один із трьох адміністративних округів землі Саксонія. Утворений 1 січня 1991 постановою адміністрації федеральної землі Саксонія від 27 листопада 1990. 
У ході саксонської реформи громад з 1 серпня 2008 було замінено на Дирекційний округ Лейпциг.
| Райони                                                        | Міста      |
| ------------------------------------------------------------- | ---------- |
| 1. Деліч 2. Дебельн 3. Лейпциг 4. Мульденталь 5. Торгау-Ошатц | 1. Лейпциг |